# Coptopsylla janiceae
Coptopsylla janiceae är en loppart som beskrevs av Lewis 1973. Coptopsylla janiceae ingår i släktet Coptopsylla och familjen Coptopsyllidae. Inga underarter finns listade i Catalogue of Life.